# Igreja Batista da 16th Street
A Igreja Batista da 16th Street é uma igreja batista em Birmingham, Alabama, Estados Unidos. Em 1963, a igreja foi bombardeada por membros da Ku Klux Klan. O bombardeio matou quatro meninas em meio ao Movimento pelos Direitos Civis. A igreja ainda está em operação e é um marco central no Distrito dos Direitos Civis de Birmingham. Foi designada como um Marco Histórico Nacional em 2006. Desde 2008, também está na lista da UNESCO de Sítios do Património Mundial provisório.

## Início

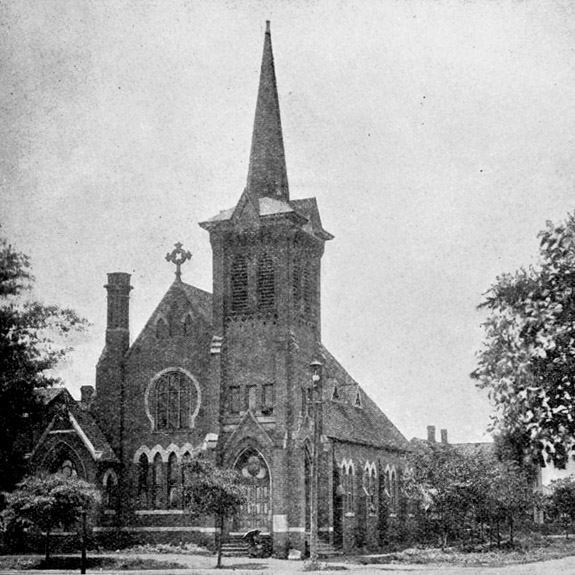
Edificação usada pela Igreja Batista da 16th Street de 1884 a 1908

A Igreja Batista da 16th Street foi organizada como a Primeira Igreja Batista de Cor de Birmingham em 1873. Foi a primeira igreja negra a se organizar em Birmingham, que foi fundada apenas dois anos antes. As primeiras reuniões foram realizadas em um pequeno prédio na 12th Street e Quarta Avenida Norte. Um local foi logo adquirido na 3ª Avenida Norte entre a 19th e a 20th Street para um edifício dedicado. Em 1880, a igreja vendeu a propriedade e construiu uma nova igreja no local atual na 16th Street e 6ª Avenida Norte. O novo prédio de tijolos foi concluído em 1884 sob a supervisão de seu pastor, William R. Pettiford, mas em 1908, a cidade condenou a estrutura e ordenou que fosse demolida. Pettiford foi pastor de 1883 a 1904.
O edifício atual, um "projeto românico e bizantino modificado" pelo proeminente arquiteto negro Wallace Rayfield, foi construído em 1911 pelo empreiteiro negro local T.C. Windham. O custo da construção foi de US$ 26.000. Além do santuário principal, o edifício abriga um auditório no subsolo, usado para reuniões e palestras, e várias salas auxiliares usadas para a escola dominical e grupos menores.
Como uma das principais instituições na comunidade negra, a Igreja Batista da 16th Street recebeu visitantes importantes ao longo de sua história. W. E. B. Du Bois, Mary McLeod Bethune, Paul Robeson e Ralph Bunche discursaram na igreja durante a primeira parte do século XX.

## Era dos direitos civis e o atentado de 1963

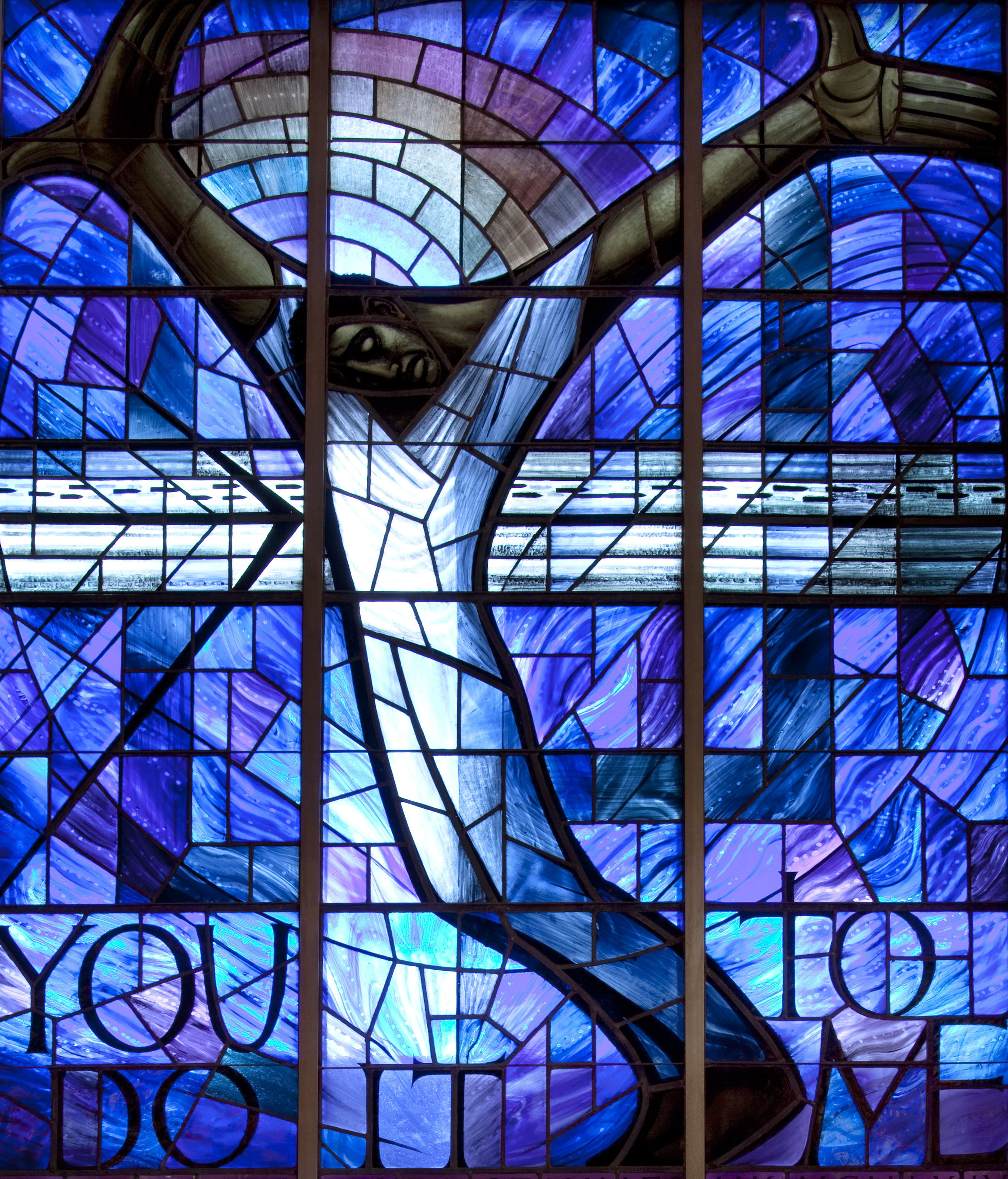
A Janela do País de Gales para o Alabama doada pelo povo de País de Gales após o atentado à igreja em 1963. A janela voltada para o sul foi projetada pelo artista galês John Petts e retrata um Jesus negro com os braços estendidos. A mão direita simboliza a opressão, a esquerda pede perdão. As palavras "Você faz isso comigo" referem-se à parábola bíblica das Ovelhas e Bodes.

Durante o movimento pelos direitos civis da década de 1960, a Igreja Batista da 16th Street serviu como sede organizacional, local de reuniões em massa e ponto de encontro para afro-americanos que protestavam contra o racismo institucionalizado generalizado em Birmingham, Alabama e no Sul. Os ministros Fred Shuttlesworth, que era o principal organizador local, o líder da Conferência da Liderança Cristã do Sul (SCLC), Martin Luther King Jr., e o líder da SCLC, James Bevel, que iniciou a Cruzada das Crianças e ensinou aos alunos a não-violência, eram palestrantes frequentes na igreja e lideravam o movimento.
No domingo, 15 de setembro de 1963, Thomas Blanton, Bobby Frank Cherry e Robert Edward Chambliss, membros da Ku Klux Klan, plantaram 19 bananas de dinamite do lado de fora do porão da igreja. Às 10h22, elas explodiram, matando quatro meninas – Addie Mae Collins, Carole Robertson, Cynthia Wesley e Denise McNair. Vinte e duas outras vítimas sofreram ferimentos. Elas estavam lá se preparando para o "Dia da Juventude" da igreja. Um funeral para três das quatro vítimas foi assistido por mais de 8.000 enlutados, brancos e negros, mas nenhuma autoridade municipal.
Este foi um de uma série de mais de 45 atentados na década. O bairro de Dynamite Hill foi a área mais frequentemente visada durante esse período. O atentado à Igreja Batista da 16th Street aumentou o envolvimento federal no Alabama. O presidente Johnson sancionou a Lei dos Direitos Civis de 1964 no ano seguinte; e em 1965 a Lei dos Direitos de Voto foi aprovada, tornando ilegais os testes de alfabetização e os impostos eleitorais.
Após o bombardeio, mais de US$ 300.000 em doações não solicitadas foram recebidas pela igreja e os reparos foram iniciados imediatamente. A igreja reabriu em 7 de junho de 1964. Um vitral representando um Jesus negro, projetado por John Petts, foi doado por cidadãos do País de Gales e instalado na janela da frente, voltada para o sul.

## Situação atual

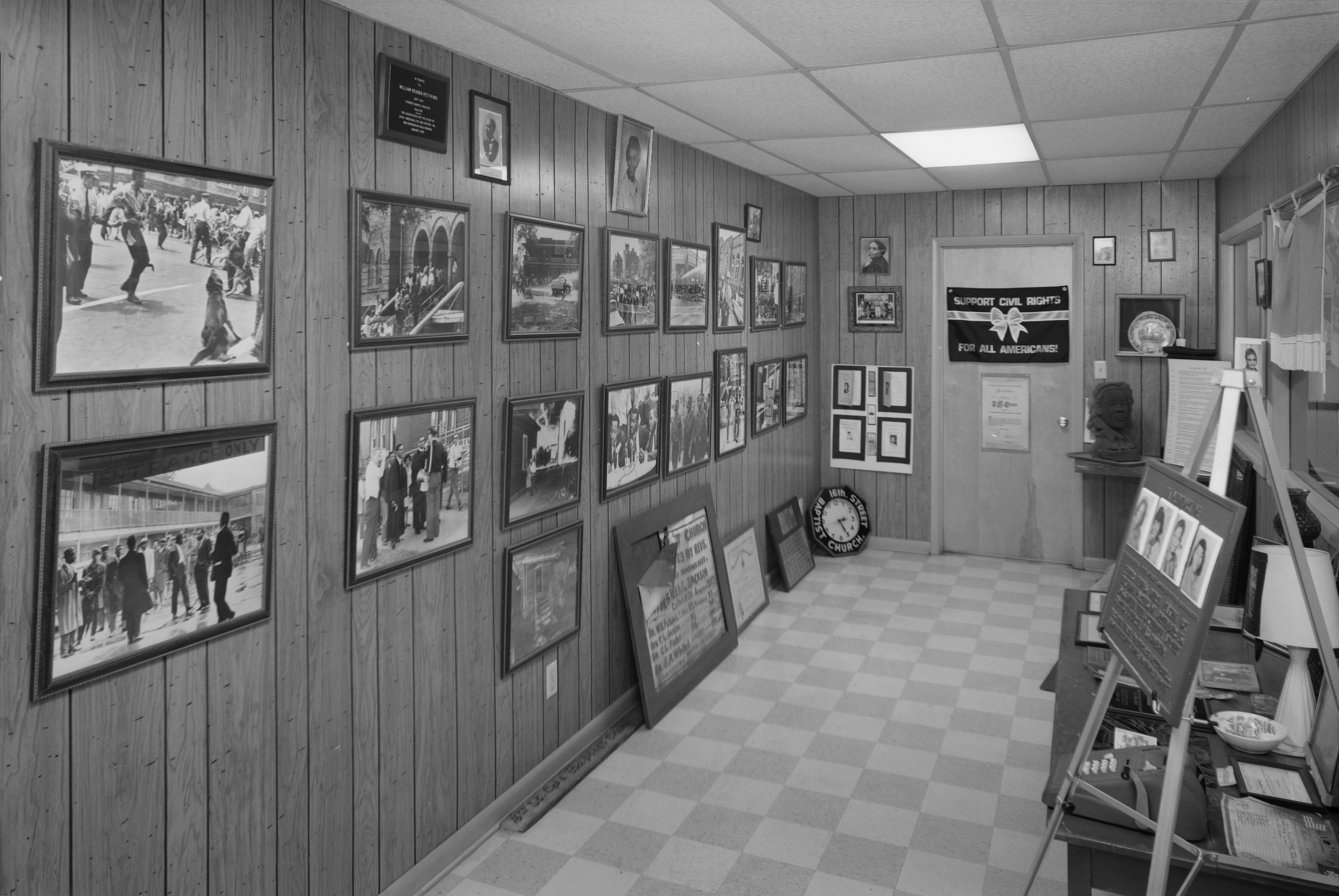
Exposição no porão da Igreja Batista da 16th Street em Birmingham, Alabama, com fotos dos eventos do Movimento dos Direitos Civis e do bombardeio da igreja em 1963.

A igreja foi adicionada ao Registro de Marcos e Patrimônio do Alabama em 16 de junho de 1976. Em 17 de setembro de 1980, foi adicionada ao Registro Nacional de Lugares Históricos. Em 1993, uma equipe de pesquisadores do Historic American Buildings Survey executou desenhos de qualidade arquivística da igreja para a Biblioteca do Congresso. Devido ao seu valor histórico em nível nacional na cruzada moral dos direitos civis, a igreja foi oficialmente designada como Marco Histórico Nacional em 20 de fevereiro de 2006, pelo Departamento do Interior dos Estados Unidos. Em 1º de janeiro de 2008, o governo dos EUA a submeteu à UNESCO como parte de uma futura nomeação prevista para o Patrimônio Mundial e, como tal, está na lista provisória de Patrimônios Mundiais da UNESCO. Em 2017, a igreja tornou-se parte do recém-criado Monumento Nacional dos Direitos Civis de Birmingham.
Como parte do Distrito dos Direitos Civis de Birmingham, a Igreja Batista da 16th Street recebe mais de 200.000 visitantes anualmente. Embora a adesão atual seja de apenas 500, ela tem uma frequência semanal média de quase 2.000. A igreja também opera um grande programa de aconselhamento sobre drogas. O pastor atual é o reverendo Arthur Price. Em frente à igreja no Parque Kelly Ingram fica o Instituto dos Direitos Civis de Birmingham, que planeja eventos que ensinam e promovem a história dos direitos humanos.
A Igreja Batista da 16th Street se envolveu em uma restauração de US$ 3 milhões do edifício na primeira década do século XXI. Problemas persistentes de danos causados pela água e falhas no revestimento externo de tijolos foram resolvidos. A primeira fase da restauração, principalmente impermeabilização abaixo do nível do solo, foi concluída em 2007, seguida por trabalho na alvenaria externa. Fundos adicionais foram buscados para lidar com problemas inesperados descobertos durante o trabalho e para fornecer manutenção física contínua.